# Idżzim
Idżzim (arab. ‏إجزم‎) – nieistniejąca już arabska wieś, która była położona w Dystrykcie Hajfy w Mandacie Palestyny. Wieś została wyludniona i zniszczona podczas I wojny izraelsko-arabskiej, po ataku Sił Obronnych Izraela w dniu 26 lipca 1948.

## Położenie
Idżzim leżała w południowo-zachodniej części masywu góry Karmel, w odległości 19,5 kilometrów na południe od miasta Hajfa i 6 kilometrów od wybrzeża Morza Śródziemnego. Według danych z 1945 do wsi należały ziemie o powierzchni 46 905 ha. We wsi mieszkało wówczas 2970 osób.
| własność gruntów | powierzchnia gruntów (hektary) |
| ---------------- | ------------------------------ |
| Arabowie         | 23 619                         |
| Żydzi            | 0                              |
| publiczne        | 23 268                         |
| Razem            | 46 905                         |

| Rodzaj użytkowanych gruntów | Arabowie (hektary) | Żydzi (hektary) |
| --------------------------- | ------------------ | --------------- |
| uprawy oliwek               | 1340               | 0               |
| uprawy nawadniane           | 2367               | 0               |
| uprawy zbóż                 | 17 791             | 0               |
| nieużytki                   | 26 656             | 0               |
| zabudowane                  | 91                 | 0               |

## Historia
W 1596 we wsi mieszkało 56 mieszkańców, którzy płacili podatki z uprawy pszenicy, jęczmienia, oliwek, oraz i hodowli kóz i pszczół.
W okresie panowania Brytyjczyków Idżzim była dużą wsią. We wsi znajdowały się dwa meczety oraz szkoła dla chłopców (istniała od 1888).
Przyjęta 29 listopada 1947 Rezolucja Zgromadzenia Ogólnego ONZ nr 181 przyznała te tereny państwu żydowskiemu. Wieś Idżzim znalazła się w obrębie arabskiej enklawy, która przecinała nadmorską drogę i linię kolejową z Tel Awiwu do Hajfy. Położone w tym obszarze trzy wsie arabskie Ajn Ghazal, Idżzim i [Dżaba nazywano „Małym Trójkątem”. Wioski te odmówiły współpracy z Arabską Armią Wyzwoleńczą, ale jednocześnie odmawiały zawarcia porozumienia z Izraelczykami. Ze względów bezpieczeństwa wszystkie żydowskie konwoje musiały omijać ten obszar i wybierały dłuższą drogę przez położoną na wschodzie wadi Milk. Droga ta przebiegała stosunkowo blisko pozycji wojsk irackich i również była niebezpieczna. Podczas I wojny izraelsko-arabskiej żydowskie oddziały przeprowadziły operację Szoter, w trakcie której w dniu 26 lipca 1948 wieś Idżzim została zdobyta. Po ustaniu walk wysiedlono wszystkich mieszkańców wsi.

### Kontrowersje wokół masakry
Sekretarz Generalny Ligi Państw Arabskich Abdul Rahman Azzam wydał oświadczenie, w którym oskarżył Żydów o popełnienie zbrodni wojennej w trakcie i po ataku na „Mały Trójkąt”. W szczególności twierdzono, że we wsi At-Tira spalono żywcem 28 osób. Siły Obronne Izraela odrzuciły te zarzuty, ale przyznały, że ich żołnierze znaleźli 25-30 ciał w „zaawansowanym stanie rozkładu” we wsi Ajn Ghazal. Ciała te zostały pochowane. Pochowano także około 200 ciał znalezionych w okolicy trzech wiosek po bitwie.
W dniu 28 lipca 1948 Mediator Organizacji Narodów Zjednoczonych w Palestynie, hrabia Folke Bernadotte wydał oświadczenie, w którym stwierdził, że „nie ma dowodów na poparcie oskarżenia o masakrę”. Obserwatorzy UNTSO przeprowadzili inspekcję w rejonie walk i nie znaleźli żadnych dowodów masakry. Przeprowadzili oni także rozmowy z uchodźcami z trzech wiosek, którzy przebywali w obozie w Dżaninie. Stwierdzono brak 62 zabitych i 63 zaginionych mieszkańców wiosek, jednak relacje uchodźców nie potwierdziły oskarżenia o masakrze. W dniu 8 września Folke Bernadotte opublikował jeszcze bardziej szczegółowy raport, w którym stwierdził, że atak na wioski był nieuzasadniony i naruszał zawieszenie broni, jednak nie doszło tam do żadnej masakry ludności. Raport potępił Izrael za przeprowadzenie rozbiórki arabskich wiosek i zażądał wydania zezwolenia na powrót uchodźców do swoich wiosek, oraz udzielenia im pomocy w odbudowie domów.

## Miejsce obecnie
W miejscu wioski Idżzim powstał w 1949 moszaw Kerem Maharal.
Palestyński historyk Walid Chalidi, tak opisał pozostałości wioski Idżzim:
„Wieś została zniszczona częściowo. Ocalały meczet ulega stopniowemu zniszczeniu, ale kilka domów nadal jest używanych. Luksusowy dom rodziny Mas'ud al-Madi, który jest dwupoziomową budowlą pochodzącą z XVIII wieku, został przekształcony w muzeum. Szkoła została przekształcona w synagogę, a kawiarnia w urząd pocztowy”.